# Britta Nestler
Britta Nestler (Aachen, 8 de fevereiro de 1972) é uma matemática alemã. É professora de informática da Hochschule Karlsruhe – Technik und Wirtschaft e do Instituto de Tecnologia de Karlsruhe, diretora do Institute of Materials and Processes (IMP).

## Pesquisa
Britta Nestler pesquisa a ciência dos materiais. Obteve um doutorado na RWTH Aachen com a tese Phasenfeldmodellierung mehrphasiger Erstarrung.

## Obras
- com V. Pavlik: Microsimulation of rapidly resolidifying dendritic grain morphologies.
- A 3D parallel simulator for crystal growth and solidication in complex alloy systems.
- com A. Aksi, M. Selzer: Combined Lattice Boltzmann and phase-field simulations for incompressible fluid flow in porous media.
- com D. Danilov, A. Bracchi, S. Schneider: A metallic glass composite: Phase-field simulations and experimental analyses of microstructure evolution.
- A 3D parallel simulator for crystal growth and solidification in complex alloy system.
- com A. A. Wheeler, H. Garcke: Modelling of microstructure formation and interface dynamics.
- A multiphase-field model: sharp interface asymptotics and numerical simulations of moving phase boundaries and multijunctions.

## Prêmios e honrarias
- 2008: Prêmio Pesquisa do Estado de Baden-Württemberg
- 2009: Landeslehrpreis Baden-Württemberg (an das Kolloquium des Fachgebiet Informatik der Hochschule Karlsruhe)